# JAM Project World Flight 2008 Best Selection
JAM Project World Flight 2008 Best Selection é uma coletânea do JAM Project lançada em 2008 pela Lantis. O álbum possui 14 faixas.

## Produção
Este foi um álbum lançado para venda apenas durante a turnê mundial da banda, com o CD disponível para compra nos locais dos shows que aconteceram fora do Japão. O álbum inclui músicas compostas para animes e jogos eletrônicos, mas também músicas que foram compostas para seus álbuns originais, como "No Border", "FREEDOM"e "HERO".

## Faixas
| N.º            | Título                      | Letras            | Música                                          | Usada em:                                         | Duração |  |
| 1.             | "No Border"                 | Hironobu Kageyama | H. Kageyama e Yoshichika Kuriyama               | Get over the Border                               | 4:56    |  |
| 2.             | "SKILL"                     | H. Kageyama       | Yohgo Kohno e Kenichi Sudo                      | 2nd Super Robot Wars Alpha                        | 5:49    |  |
| 3.             | "GONG"                      | H. Kageyama       | H. Kageyama e Y. Kohno                          | Super Robot Wars Alpha 3                          | 4:43    |  |
| 4.             | "Break Out"                 | H. Kageyama       | H. Kageyama e K. Sudo                           | Super Robot Wars Original Generation: Divine Wars | 4:08    |  |
| 5.             | "Rocks"                     | H. Kageyama       | H. Kageyama e Y. Kohno                          | Super Robot Wars Original Generation              | 4:58    |  |
| 6.             | "Garo ~SAVIOR IN THE DARK~" | H. Kageyama       | H. Kageyama e K. Sudo                           | Garo                                              | 4:30    |  |
| 7.             | "Kurenai no Kiba"           | H. Kageyama       | Y. Kono e K. Sudo                               | Gravion Zwei                                      | 3:57    |  |
| 8.             | "Mirai he no Houkou"        | H. Kageyama       | H. Kageyama e K. Sudo                           | Muv-Luv Alternative                               | 4:47    |  |
| 9.             | "Portal"                    | Masami Okui       | M. Okui e TRY FORCE                             | Super Robots Wars Original Generation             | 4:49    |  |
| 10.            | "VICTORY"                   | H. Kageyama       | Y. Kohno                                        | Super Robot Wars MX                               | 5:36    |  |
| 11.            | "FREEDOM"                   | H. Kageyama       | Y. Kohno                                        | Freedom                                           | 4:51    |  |
| 12.            | "VOYAGER"                   | H. Kageyama       | Y. Kohno e K. Sudo                              | Panda Z The Robonimation                          | 4:16    |  |
| 13.            | "Hagane no Messiah"         | H. Kageyama       | Masashi Chizawa e K. Sudo                       | Super Robot Wars Alpha Gaiden                     | 4:23    |  |
| 14.            | "HERO"                      | H. Kageyama       | H. Kageyama, Yoshichika Kuriyama e Shiho Terada | Get over the Border                               | 5:06    |  |
| Duração total: | Duração total:              | Duração total:    | Duração total:                                  | Duração total:                                    | 66:50   |  |

## Integrantes
Hironobu Kageyama
Masaaki Endoh
Rica Matsumoto
Hiroshi Kitadani
Yoshiki Fukuyama
Masami Okui
Ricardo Cruz